# أنتوني راب
أنتوني راب (بالإنجليزية:Anthony Deane Rapp) ، من مواليد 26 أكتوبر سنة 1971م ، ممثل أمريكي وموسيقي .

## حياته
ولد في مدينة جوليت في ولاية إلينوي الأمريكية ، تخرج من ثانوية جوليت الغربية في مدينة جوليت ، ودخل في دورة صيفية يعرف "Interlochen Center for the Arts" ، ومن ثم بدأ حياته كممثل ومخرج موسيقى في عدة أفلام .

### أعماله
- Adventures in Babysitting (1987)
- Grave Secrets (1989)
- Far From Home (1989)
- العلاقات المدرسية (1992)
- Dazed and Confused (1993)
- الدرجات الست للانفصال (1993)
- إعصار (فيلم 1996) (1996)
- The Mantis Murder (1996)
- David Searching (1997)
- Man of the Century (1999)
- رحلة الطريق (2000)
- Cruise Control (2001)
- A Beautiful Mind (2001)
- Paradisco (2002)
- Open House (2004)
- Rent (2005)
- Winter Passing (2005)
- Danny Roane: First Time Director (2006)
- Scaring the Fish (2006)
- Blackbird (2007)
- Let Them Chirp Awhile (2007)
- The Other Woman (2009 film) (2011)

## وصلات خارجية
- أنتوني راب على موقع ماي سبيس
- أنتوني راب على موقع IMDb (الإنجليزية)
- أنتوني راب على موقع روتن توميتوز (الإنجليزية)
- أنتوني راب على موقع ألو سيني (الفرنسية)
- أنتوني راب على موقع ميوزك برينز (الإنجليزية)
- أنتوني راب على موقع أول موفي (الإنجليزية)
- أنتوني راب على موقع قاعدة بيانات برودواي على الإنترنت (الإنجليزية)
- أنتوني راب على موقع قاعدة بيانات الأفلام السويدية (السويدية)
- أنتوني راب على موقع إن إن دي بي (الإنجليزية)
- أنتوني راب على موقع أول ميوزيك (الإنجليزية)
- أنتوني راب على موقع ديسكوغز (الإنجليزية)
- Review of Without You[وصلة مكسورة] from Kirkus Reviews
- {{يوتيوب|pEg_h9D7yFc|Anthony Rapp sings at The [[Booksmith}}] in San Francisco ]
- "Out Out Damn Spot" Fanlisting
- Anthony Rapp attends Theatre Cedar Rapids production of RENT

1. ↑  MusicBrainz (بالإنجليزية), MetaBrainz Foundation, QID:Q14005